# Parambassis ranga
Espèce
Statut de conservation UICN

 LC  : Préoccupation mineure
Parambassis ranga (synonymes : Pseudambassis ranga, Chanda ranga) ou perche de verre est un poisson qui vit dans les eaux saumâtres du Pakistan, Inde, Bangladesh, Myanmar, Thaïlande, Malaisie et Népal. C'est un poisson carnivore et sa taille maximale connue est de 8 cm.
Il est souvent gardé en aquarium du fait de sa transparence, qui en fait une curiosité, au même titre que d'autres poissons de verre, comme Kryptopterus bicirrhis.

## Galerie d'images

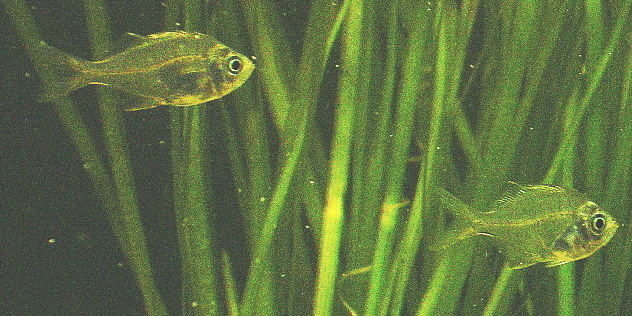
La variété naturelle